# Віллі Нікс
Ві́ллі Нікс (англ. Willie Nix; 6 серпня 1922, Мемфіс, Теннессі — 8 липня 1991, Леланд, Міссісіпі) — американський блюзовий співак і ударник.

## Біографія
Народився 21 жовтня 1925 року в Мемфісі, штат Теннессі. Починав кар'єру як танцівник чечітки у віці 12 років; у 16 років приєднався до Rabbit Root Minstrels у 1938. Гастролював з гуртом п'ять років; наступні три роки провів з Royal America Show. У роки Другої світової війни проходив службу в армії.
Після закінчення війни приєднався до гурт Сонні Бой Вільямсона, де він навчився грати на ударних для гурту. Після того як Вільямсоно залишив гурт, Нікс з іншими членами, співаком Віллі Лавом та гітаристом Джо Віллі Вілкінсом, створили гурт, який виступав на радіо-шоу KWEM у Вест-Мемфісі, Арканзас. Нікс став лідером гурту у 1950 році, коли її склад залишив Віллі Лав. Його шоу виходило упродовж року. У 1951 році Нікса почув музичний продюсер Сем Філліпс, який почав його записувати в Мемфіс для RPM (1951) і Checker (1952), а також на власному лейблі Sun (1953); останні виходили під ім'ям «Мемфіс Блюз Бой».
У 1953 році, після того як Нікс вчинив убивство в Арканзасі при незрозумілих обставинах, переїхав до Чикаго, де залишився на п'ять років; акомпанував на ударних таким музикантами, як Мадді Вотерс, Гаулін Вульф, Елмор Джеймс, Алек Міллер «Сонні Бой Вільямсон» і Санніленд Слім. Зрідка грав зі своїм гуртом в різних клубах, найчастіше в Smitty's Corner. Записав два сингли для Арта Шерідана на його лейблах Chance і Sabre. Його найвдалішим записом на Sabre став «Just Can't Stay», заснований на класичному міссісіпському кантрі-блюзі «Catfish». У 1958 році повернувся до Арканзасу, аби владнати свої проблеми із законом через вбивство (за словами Флойда Джонса, йому довелося провести чотири роки у в'язниці). Після виходу з в'язниці музикою не займався.
Помер 8 липня 1991 року у Леланді, Міссісіпі у віці 68 років.

## Дискографія
- «Lonesome Bedroom Blues»/«Try Me One More Time» (RPM, 1951)
- «Truckin' Little Woman»/«Just One Mistake» (Checker, 1952)
- «Seems Like a Million Years»/«Baker Shop Boogie» (Sun, 1953)
- «Nervous Wreck»/«No More Love» (Chance, 1953)
- «All By Yourself»/«Just Can't Stay» (Sabre, 1953)